# The Tortured Poets Department
The Tortured Poets Department è l'undicesimo album in studio della cantautrice statunitense Taylor Swift, pubblicato il 19 aprile 2024 dalla Republic.

## Antefatti
Il 4 febbraio 2024, il giorno della 66ª edizione dei Grammy Awards, in cui il precedente album Midnights aveva ricevuto una candidatura, Swift ha anticipato l'uscita di un nuovo album cambiando le immagini del profilo sui suoi account sui social media in bianco e nero. La cantante ha vinto i Grammy Awards per il Miglior album vocale pop e l'Album dell'anno; nel suo discorso di accettazione per il primo, ha annunciato un nuovo album in studio a cui stava lavorando da più di due anni, intitolato The Tortured Poets Department, in uscita il 19 aprile 2024. La copertina dell'album è stata diffusa sui suoi account social, insieme alla fotografia di una nota scritta a mano. Il giorno seguente, viene resa pubblica la lista tracce.

## Descrizione
L'album, scritto principalmente da Swift stessa, vede la partecipazione dei suoi collaboratori di lunga data Jack Antonoff e Aaron Dessner. Partecipano inoltre il rapper Post Malone nel brano Fortnight e il gruppo indie rock britannico Florence and the Machine in Florida!!!, dei quali sono rispettivamente co-autori.
Dal punto di vista musicale molte tracce di The Tortured Poets Department si caratterizzano per sonorità tipicamente synth pop con influenze pop rock di fine anni ottanta, un suono a metà tra 1989 e Midnights. Alcune delle tracce dell'album principale e la maggior parte dell'estensione The Anthology hanno sonorità più folk acustiche e pacate, non lontane dallo stile musicale di Folklore ed Evermore. Vi sono anche note indie rock e country.
Le tematiche trattate sono principalmente legate alla rottura delle relazioni amorose e alla sofferenza sorta da esse, con allusioni anche al peso dell'essere un personaggio pubblico sotto i riflettori e riferimenti ricorrenti alla follia e alla sanità mentale.

## Promozione
In seguito all'annuncio dell'album, Swift ha presentato quattro diverse edizioni deluxe dell'album. Mentre la prima è stata annunciata assieme all'album, le altre sono state rivelate durante tre diverse date dell'Eras Tour a Melbourne, Sydney e Singapore. Tali edizioni dell'album differiscono tra loro per la presenza di una traccia bonus e di una copertina diverse ed erano disponibili solo per pochi giorni e solo nelle versioni fisiche. Inizialmente, tutte comprendevano dei gadget aggiuntivi. Dalla data di uscita sono tornate disponibili, seppur in versione standard senza gadget.
Due settimane prima dell'uscita, sono state caricate su Apple Music cinque playlist selezionate dall'artista dal suo stesso catalogo che affrontano i cinque stadi della rottura. A una settimana di distanza dalla pubblicazione del disco, l'artista ha rivelato la durata dei brani (bonus track escluse).
Come tradizione di Swift, nel periodo tra l'annuncio e l'uscita dell'album sono stati lasciati diversi easter egg e indizi su contenuti e distribuzioni aggiuntive correlati all'album. Ad esempio, la ricorrenza del numero 2 sui social, nei video teaser e nelle apparizioni pubbliche della stessa Swift si è tramutata nella pubblicazione della seconda variante dell'album. Durante l'ultima settimana prima dell'uscita, Swift e il suo team hanno promosso una caccia alla frase sulla piattaforma Apple Music: essa consisteva nel comporre una frase attraverso delle parole seminate in alcune canzoni. Le canzoni venivano suggerite da Swift attraverso indizi sui social.
Due ore dopo l'uscita dell'album principale,Taylor Swift ha pubblicato a sorpresa una seconda variante dell'album contenente 15 tracce aggiuntive, tra cui i brani delle edizioni deluxe annunciate nei mesi precedenti all'uscita.
Alcune delle canzoni di The Tortured Poets Department sono state integrate nella scaletta del The Eras Tour.

## Accoglienza
| Recensione          | Giudizio                      |
| ------------------- | ----------------------------- |
| Clash               | 8/10                          |
| Rolling Stone       |                               |
| Slant Magazine      |                               |
| The Daily Telegraph |                               |
| The Guardian        |                               |
| The Independent     |                               |
| The Dartmouth       |                               |
| Exclaim!            | 4/10                          |
| NME                 |                               |
| Paste               | 3.6/10                        |
| Pitchfork           | 6.6/10 6.0/10 (The Anthology) |
| Rockol              | 6.5/10                        |
| Financial Times     |                               |

The Tortured Poets Department ha ottenuto recensioni generalmente positive da parte della critica specializzata. Su Metacritic, sito che assegna un punteggio normalizzato su 100 in base a critiche selezionate, l'album ha ottenuto un punteggio medio di 76 basato su ventitré recensioni. In una esaminazione delle recensioni pubblicate sull'album, il The New York Times ha sostenuto che la sovraesposizione mediatica della Swift nel periodo 2020-2024, con otto album pubblicati, un tour di concerti di grande impatto culturale e una relazione di alto profilo con Travis Kelce, ha influito sull'accoglienza critica dell'album. Secondo Matt Stevens e Shivani Gonzalez del quotidiano, i critici hanno trovato l'album «eccessivo» e «sovraccarico» di materiale, risultato «semplicemente non il suo migliore della sua carriera» in termini di produzione e scrittura.
Rob Sheffield di Rolling Stone ha descritto l'album come il progetto «selvaggiamente ambizioso e gloriosamente caotico» della Swift. Della stessa opinione è Chris Willman di Variety, che lo definisce «audace e stravolgente» che combina «intelligenza e catarsi», e così Jason Lipshutz di Billboard, che definisce l'album come «consapevolmente disordinato e selvaggiamente sfrenato». Di un parere simile è anche il The Oxford Student. Mary Siroky di Consequence, invece, ha trovato questo stile di liriche a volte stridente e «assolutamente bizzarro» e ha ritenuto che l'album fosse un tentativo di «auto-parodia piuttosto che una vetrina dell'acume canoro della Swift».
Meno entusiasta la recensione di Laura Molloy per NME, la quale scrive che il progetto «funziona come un sequel più intricato, seppur inferiore, di Midnights», riscontrandovi parallelismi con Lover, risultando «un album per lo più privo di cambiamenti o evoluzioni stilistiche degne di nota». Secondo Mary Kate Carr di The A.V. Club, l'album è «buono» ma è arrivato in un momento in cui la Swift non ha più «nulla da dimostrare», risultando in un punto di stagnazione della sua arte; questa idea è stata condivisa anche da una recensione negativa di Paste, che ha criticato l'album come affrettato, vuoto e poco relazionabile, chiedendosi se sia «questa la vostra cantautrice del secolo?».
I testi e le musiche delle canzoni di The Tortured Poets Department hanno ricevuto recensioni discordanti da parte della critica. Lo scrittore di The Line of Best Fit, Paul Bridgewater, lo ha definito il lavoro più coeso della Swift fino ad oggi, trovando la musica «sofisticata» e il lirismo «simbolico». Ludovic Hunter-Tilney del Financial Times ha considerato l'album un'evoluzione stilistica per la Swift, lodando la scrittura come una «svolta caratteristicamente accattivante» verso un «melodramma lunatico». Alexis Petridis del The Guardian ha affermato che l'album vanta di alcuni dei testi più umoristici e taglienti di Swift, con scelte di sfumature musicali che mostrano come l'artista «è disposta a correre rischi in un'era avversa ai rischi per il pop». In una recensione più misurata, Olivia Horn di Pitchfork ha osservato che i testi «non distillano una verità emotiva generale, tendendo a soffocare piuttosto che a pungere». Lindsay Zoladz del The New York Times e Jonathan Keefe di Slant Magazine, hanno trovato l'album debole dal punto di vista dei testi e con lacune che avrebbero dovuto essere colmate. In una recensione negativa Alex Hudson di Exclaim! ha affermato che molti brani «scambiano la sovrabbondanza di parole per poesia» mentre Sofia Mahirova di Dazed ha ritenuto che le allusioni letterarie presenti nell'album «fingono una profondità intellettuale che l'album non possiede».

## Tracce
1. Fortnight (feat. Post Malone) – 3:48 (Taylor Swift, Jack Antonoff, Austin Post)
2. The Tortured Poets Department – 4:53 (Taylor Swift, Jack Antonoff)
3. My Boy Only Breaks His Favorite Toys – 3:23 (Taylor Swift)
4. Down Bad – 4:21 (Taylor Swift, Jack Antonoff)
5. So Long, London – 4:22 (Taylor Swift, Aaron Dessner)
6. But Daddy I Love Him – 5:39 (Taylor Swift, Aaron Dessner)
7. Fresh Out the Slammer – 3:30 (Taylor Swift, Jack Antonoff)
8. Florida!!! (feat. Florence and the Machine) – 3:35 (Taylor Swift, Florence Welch)
9. Guilty as Sin? – 4:14 (Taylor Swift, Jack Antonoff)
10. Who's Afraid of Little Old Me? – 5:34 (Taylor Swift)
11. I Can Fix Him (No Really I Can) – 2:36 (Taylor Swift, Jack Antonoff)
12. Loml – 4:37 (Taylor Swift, Aaron Dessner)
13. I Can Do It with a Broken Heart – 3:38 (Taylor Swift, Jack Antonoff)
14. The Smallest Man Who Ever Lived – 4:05 (Taylor Swift, Aaron Dessner)
15. The Alchemy – 3:16 (Taylor Swift, Jack Antonoff)
16. Clara Bow – 3:36 (Taylor Swift, Aaron Dessner)

### The Anthology
1. The Black Dog – 3:58 (Taylor Swift)
2. Imgonnagetyouback – 3:42 (Taylor Swift, Jack Antonoff)
3. The Albatross – 3:03 (Taylor Swift, Aaron Dessner)
4. Chloe or Sam or Sophia or Marcus – 3:33 (Taylor Swift, Aaron Dessner)
5. How Did It End? – 3:58 (Taylor Swift, Aaron Dessner)
6. So High School – 3:48 (Taylor Swift, Aaron Dessner)
7. I Hate It Here – 4:03 (Taylor Swift, Aaron Dessner)
8. Thank You Aimee – 4:23 (Taylor Swift, Aaron Dessner)
9. I Look in People's Windows – 2:11 (Taylor Swift, Jack Antonoff, Patrik Berger)
10. The Prophecy – 4:09 (Taylor Swift, Aaron Dessner)
11. Cassandra – 4:00 (Taylor Swift, Aaron Dessner)
12. Peter – 4:43 (Taylor Swift)
13. The Bolter – 3:58 (Taylor Swift, Aaron Dessner)
14. Robin – 4:00 (Taylor Swift, Aaron Dessner)
15. The Manuscript – 3:44 (Taylor Swift)

Tracce bonus nell'edizione fisica
1. Fortnight (feat. Post Malone) (Acoustic Version) – 3:48
2. Down Bad (Acoustic Version) – 4:18
3. But Daddy I Love Him (Acoustic Version) – 5:44
4. Guilty as Sin? (Acoustic Version) – 4:10

Note
- Loml e Imgonnagetyouback sono stilizzati in minuscolo.
- Thank You Aimee è stilizzata come thanK you aIMee o thank You aimEe, in riferimento rispettivamente a Kim Kardashian e Kanye West.[57][58]

## Le canzoni

### Fortnight
Primo singolo dell'album, Fortnight è una collaborazione con il cantante e rapper Post Malone. Presenta toni marcatamente synth pop e una melodia ed un testo cupi e malinconici. Tratta di una relazione breve e naufragata in fretta e contiene anche allusioni autobiografiche di Swift, che rivela passati problemi con l'alcol e uno stato para-depressivo. È inserita nella scaletta del The Eras Tour e presenta un videoclip pubblicato il giorno dell'uscita dell'album.

### So Long, London
Scritta e prodotta con Aaron Dessner, So Long London presenta cori e voci di sottofondo molto presenti soprattutto nell'apertura e nella chiusura della canzone, in cui somigliano a delle campane (forse un'allusione a un matrimonio). Fa uso sia di sintetizzatori che di note di pianoforte, e ha un tono triste ed emotivamente intenso. Il testo della canzone è quasi certamente un riferimento all'ex fidanzato di Swift, Joe Alwyn, che è londinese e che avrebbe ispirato parte di The Tortured Poets Department per via della fine della relazione con l'artista. Alcuni critici hanno notato che So Long, London potrebbe essere uno specchio al negativo di London Boy, traccia dell'album Lover dedicata ad Alwyn. Mentre quest'ultima era una canzone allegra, leggera e romantica, So Long London racconta gli ultimi stadi di una relazione morente, dei tentativi vani di salvarla e degli sforzi per superarla.

### Florida!!!
Florida!!! è in collaborazione con Florence Welch del gruppo inglese Florence + The Machine, che ha i crediti di scrittura della canzone assieme a Swift. La canzone, caratterizzata da forti percussioni nel ritornello, mutua molto dello stile rock di Florence + The Machine. Come dichiarato da Swift in un'intervista con iHeartRadio, Florida!!! racconta la Florida come territorio drogante, quasi mitico, in cui reinventare la propria identità e lasciarsi alle spalle la propria vita.

### I Can Do It with a Broken Heart
I Can Do It with a Broken Heart è stato inviato alle radio il 2 luglio 2024 e dichiarato ufficialmente come singolo il 16 luglio 2024. Prodotto da Jack Antonoff e caratterizzato da un uso massiccio di sintetizzatori e un tempo incalzante (ben 130 BPM), il brano ha sonorità dance-pop e un ritmo fondamentalmente allegro che contrastano con il testo cupo. I Can Do It with a Broken Heart tratta, infatti, della difficoltà di presentarsi sempre in forma smagliante davanti al pubblico (chiara allusione all'Eras Tour, già avviato durante la stesura di The Tortured Poets Department) anche in un contesto di sofferenza legata a vicende romantiche personali.
Dal 9 maggio 2024, il brano è parte della scaletta del The Eras Tour. Il 20 agosto è stato pubblicato il videoclip della canzone, che è un video-montaggio del dietro le quinte dell'Eras Tour.

## Formazione
Musicisti
- Taylor Swift – voce, pianoforte (tracce 3, 17), cori (17)
- Jack Antonoff – sintetizzatore (tracce 1–4, 6–11, 13, 15, 17, 18, 25), programmazione (1–4, 6–11, 15, 17, 18, 24, 25), percussioni (1, 3, 4, 7–10, 13, 15, 17, 18, 24), chitarra elettrica (1, 3, 6–11, 15, 17, 24), chitarra acustica (1, 6–9, 11, 17, 18, 25), pianoforte (2, 4, 8, 10, 13, 17, 18), violoncello (2, 6, 8, 10, 15, 17, 24, 25), cori (2, 6, 15, 24), basso (3, 6, 8–11, 17), percussioni (4, 7, 9, 11, 13, 15, 18, 24), mellotron (6, 8, 10, 11, 17), organo Hammond (7), Fender Rhodes (17), tastiera (18)
- Sean Hutchinson – percussioni (1, 4, 6, 10, 15, 17),
- Post Malone – voce (traccia 1)
- Mikey Freedom Hart – chitarra acustica, basso, chitarra elettrica, Hammond B3 (traccia 2), mellotron (3), sintetizzatore (4, 6, 10), percussioni (10)
- Evan Smith – sintetizzatore (tracce 2, 6, 10), sassofono (4)
- Zem Audu – sintetizzatore (tracce 2, 6, 10), sassofono (4)
- Michael Riddleberger – percussioni (traccia 2), percussione standard (10)
- Aaron Dessner – pianoforte (tracce 5, 10, 12, 16, 19–23, 26–31), sintetizzatore (5, 12, 14, 16, 19–24, 26–28, 30, 31), programmatore di percussioni (5, 14, 16, 19–24, 26, 28–30), chitarra elettrica (5, 14, 19–23, 26, 27, 29, 30), chitarra acustica (6, 19, 20, 23, 24, 26, 29), tastiere (12, 19–22, 24, 26–28, 30), basso (14, 16, 20, 22, 28–30), percussione standard (16, 19, 20, 22–24, 26, 27, 29, 30), mandolino (20, 23, 24), basso sintetizzato (21, 22, 24, 27, 31), banjo (23, 24), percussioni (30)
- Benjamin Lanz – sintetizzatore (tracce 5, 19–23, 27, 30), trombone (20, 22, 27), sequenziatore musicale (22)
- Bobby Hawk – strumenti a corda (tracce 6, 9, 17)
- Florence Welch – voce, percussioni, percussione standard, piano (traccia 8)
- Glenn Kotche – percussioni, percussione standard (tracce 12, 16, 19–21, 23, 24, 26, 29, 30); tamburo rullante, vibrafono (27)
- Oli Jacobs – cori di sottofondo, percussione standard, parole parlate (traccia 13)
- James McAlister – sintetizzatore (tracce 14, 16, 21–23, 26, 27, 30), percussione standard (14, 16, 23, 26, 27, 29, 30), percussioni (14, 21, 22), chitarra elettrica (14, 22), tastiere (16, 21, 26, 27), programmazione delle percussioni (19, 22, 26, 27, 31); chitarra acustica, basso sintetizzato (23); cetra (26)
- Rob Moose – viola, violino (tracce 14, 20)
- Jason Slota – percussione standard (traccia 14)
- Abi Hyde-Smith – violoncello (tracce 16, 19, 21, 23, 24, 26, 27, 29–31)
- Brian O'Kane – violoncello (tracce 16, 19, 21, 23, 24, 26, 27, 29–31)
- Max Ruisi – violoncello (tracce 16, 19, 21, 23, 24, 26, 27, 29–31)
- Reinoud Ford – violoncello (tracce 16, 19, 21, 23, 24, 26, 27, 29–31)
- Robert Ames – direttore (tracce 16, 19, 21, 23, 24, 26, 27, 29–31)
- Chris Kelly – contrabbasso (tracce 16, 19, 21, 23, 24, 26, 27, 29–31)
- Dave Brown – contrabbasso (tracce 16, 19, 21, 23, 24, 26, 27, 29–31)
- Sophie Roper – contrabbasso (tracce 16, 19, 21, 23, 24, 26, 27, 29–31)
- Elisa Bergersen – viola (tracce 16, 19, 21, 23, 24, 26, 27, 29–31)
- Matthew Kettle – viola (tracce 16, 19, 21, 23, 24, 26, 27, 29–31)
- Morgan Goff – viola (tracce 16, 19, 21, 23, 24, 26, 27, 29–31)
- Nicholas Bootiman – viola (tracce 16, 19, 21, 23, 24, 26, 27, 29–31)
- Akiko Ishikawa – violino (tracce 16, 19, 21, 23, 24, 26, 27, 29–31)
- Cara Laskaris – violino (tracce 16, 19, 21, 23, 24, 26, 27, 29–31)
- Iona Allan – violino (tracce 16, 19, 21, 23, 24, 26, 27, 29–31)
- Kirsty Mangan – violino (tracce 16, 19, 21, 23, 24, 26, 27, 29–31)
- Nicole Crespo O'Donoghue – violino (tracce 16, 19, 21, 23, 24, 26, 27, 29–31)
- Ronald Long – violino (tracce 16, 19, 21, 23, 24, 26, 27, 29–31)
- Sophie Mather – violino (tracce 16, 19, 21, 23, 24, 26, 27, 29–31)
- Dan Oates – violino (tracce 16, 19, 21, 23, 24, 26, 27, 29, 30)
- Eloisa-Fleur Thorn – violino (tracce 16, 19, 21, 23, 24, 26, 27, 29, 30)
- Emily Holland – violino (tracce 16, 19, 21, 23, 24, 26, 27, 29, 30)
- Anna de Bruin – violino (tracce 16, 19, 23, 24, 26, 27, 29–31)
- Galya Bisengalieva – violino (tracce 16, 19, 21, 24, 26, 30)
- Agata Daraskaite – violino (tracce 16, 19, 26, 27, 30)
- Julian Azkoul – violino (tracce 16, 19, 26, 27, 30)
- Amy Swain – viola (tracce 16, 19, 26, 27, 30)
- J.T. Bates – percussioni (tracce 16, 20, 21, 26)
- Thomas Barlett – sintetizzatore (tracce 16, 21, 23, 24, 26, 29–31); tastiere, piano (16, 21, 23, 24, 26, 29, 30)
- Marianne Haynes – violino (tracce 16, 21, 23, 24, 29–31)
- Jack Manning – piano (traccia 18)
- George Barton – percussione standard (tracce 19, 23, 24, 26, 27, 31), timpani (30)
- David McQueen – corno francese (tracce 21, 23, 24, 26, 27, 29–31)
- Alicia Berendse – violino (tracce 21, 24, 29–31)
- Meghan Cassidy – viola (tracce 23, 29, 31)
- Natasha Humphries – violino (tracce 23, 29, 31)
- Jonathan Farey – corno francese (tracce 24, 26, 27, 29–31)
- Paul Cott – corno francese (tracce 24, 26, 27, 29–31)
- Patrik Berger – chitarra acustica (traccia 25)
- Max Welford – clarinetto basso (tracce 26, 29)
- Vicky Lester – arpa (traccia 30)
- Bryce Dessner – programmazione delle percussioni, piano, sintetizzatore (traccia 31)

Produzione
- Randy Merrill – mastering
- Ryan Smith – mastering
- Șerban Ghenea – missaggio
- Bryce Bordone – assistenza al missaggio
- Laura Sisk – ingegneria del suono (tracce 1–4, 6–11, 13, 15, 17, 18, 24, 25), ingegneria vocale (7, 9, 11, 12, 14, 15)
- Oli Jacobs – ingegneria del suono (tracce 1–4, 6–11, 13, 15, 17, 18, 24, 25)
- Sean Hutchinson – ingegneria del suono (tracce 1, 2, 4, 6, 10, 15, 17)
- Michael Riddleberger – ingegneria del suono (tracce 1, 2, 4, 6, 10, 17)
- David Hart – ingegneria del suono (tracce 2, 6, 10)
- Evan Smith – ingegneria del suono (tracce 2, 6, 10)
- Mikey Freedom Hart – ingegneria del suono (tracce 2, 6, 10)
- Zem Audu – ingegneria del suono (tracce 2, 6, 10)
- Bella Blasko – ingegneria del suono (tracce 5, 6, 10, 11, 14, 27, 28, 31), ingegneria del suono aggiuntiva (16, 19–24, 26, 29, 30)
- Jonathan Low – ingegneria del suono (tracce 5, 6, 10, 11, 16, 19–24, 26–30)
- Aaron Dessner – ingegneria del suono (tracce 5, 14)
- Benjamin Lanz – ingegneria del suono (tracce 5, 19, 20, 22, 23, 26, 27, 30)
- Ben Loveland – ingegneria del suono (traccia 8)
- Joey Miller – ingegneria del suono (traccia 10), assistenza tecnica (13)
- James McAlister – ingegnere (tracce 14, 16, 19, 21–23, 26, 27, 29, 30)
- Rob Moose – ingegnere, registrazione arrangiamento (traccia 14)
- Jeremy Murphy – ingegneria del suono (tracce 16, 19, 21, 23, 24, 26, 27, 29, 30)
- Thomas Bartlett – ingegneria del suono (tracce 16, 21, 23, 24, 26, 29, 30)
- Maryam Qudus – ingegneria del suono (tracce 20, 23, 24, 30)
- Jack Antonoff – ingegneria del suono (traccia 24)
- Pat Burns – ingegneria del suono (traccia 27)
- Louis Bell – ingegneria vocale (traccia 1)
- Christopher Rowe – ingegneria vocale (tracce 7, 9, 11, 12, 15, 20)
- Beau Sorenson – ingegneria del suono aggiuntiva (traccia 14)
- Bryce Dessner – arrangiamento di registrazione (tracce 16, 19, 21, 23, 24, 26, 27, 29–31)
- Jack Manning – assistenza tecnica (tracce 1–4, 6–11, 13, 15, 17, 18, 25)
- Jon Sher – assistenza tecnica (tracce 1–4, 6–11, 13, 15 17, 18, 25)
- Lauren Marquez – assistenza tecnica (tracce 1, 13)
- Jesse Snider – assistenza tecnica (tracce 7, 8, 10)
- Joe Caldwell – assistenza tecnica (tracce 10, 13, 18, 24)
- Rḗmy Dumelz – assistenza tecnica (traccia 11)
- Laura Beck – assistenza tecnica (tracce 16, 19, 21, 23–27, 29–31)

## Successo commerciale
The Tortured Poets Department è stato il disco di maggior successo dell'anno mondialmente secondo l'International Federation of the Phonographic Industry, risultando anche quello più popolare considerate soltanto le vendite pure, solo gli stream e solo i vinili.
Il giorno prima della pubblicazione, l'album ha infranto il record per il più alto numero di pre-save sulla piattaforma di streaming Spotify. In seguito alla pubblicazione, The Tortured Poets Department è diventato l'album più ascoltato in streaming del 2024 in sole 12 ore dalla sua diffusione.
L'album è diventato il primo nella storia di Spotify a superare i 200 e i 300 milioni di streaming in un giorno solo, infrangendo il record per l'album più ascoltato nelle prime 24 ore di disponibilità, precedentemente detenuto da Midnights (2022) della stessa Swift. Il record è stato infranto anche sulla piattaforma Amazon Music, sulla quale è divenuto l'album più ascoltato nelle prime 12 ore dalla sua divulgazione. Su Apple Music l'album è il miglior debutto pop mai registrato.

### Stati Uniti
A livello commerciale, negli Stati Uniti la rivista Billboard ha dichiarato che The Tortured Poets Department ha venduto 1,6 milioni di unità equivalenti ad album nelle sue prime 24 ore, composte da 243,4 milioni di streaming e 1,4 milioni di copie fisiche, 600 000 delle quali rappresentate dalla vendita dei vinili. Dopo quattro giorni di tracciamento delle vendite, l'album ha totalizzato oltre 700 000 copie vendute in vinili infrangendo il record per il più alto numero di vendite di vinili in una settimana, precedentemente detenuto da 1989 (Taylor's Version) della stessa Swift. The Tortured Poets Department ha generato 799 milioni di streaming on-demand negli Stati Uniti nei primi sei giorni di disponibilità, battendo il record precedentemente detenuto da Scorpion (2018) del rapper canadese Drake per il maggior numero di streaming on-demand ottenuti in una settimana. Nella settimana di pubblicazione del 4 maggio 2024, The Tortured Poets Department ha debuttato alla prima posizione della Billboard 200, diventando il 14º album numero uno dell'artista e rendendo la Swift la prima artista solista, insieme a Jay-Z, per numero di album numero uno, seconda in generale dietro solo ai The Beatles che nella loro carriera ne hanno totalizzati 19. Nella prima settimana di disponibilità l'album ha totalizzato 2,61 milioni di unità equivalenti ad album, delle quali 1,91 milioni corrispondenti a vendite tradizionali, 859 000 di queste composte dalle vendite dei vinili, diventando il terzo album nella storia della classifica per numero di copie tradizionali vendute in una settimana, dietro a 25 di Adele e No Strings Attached degli NSYNC. Inoltre, The Tortured Poets Department ha accumulato 891,37 milioni di streaming on-demand, stabilendo un nuovo record per l'album con il maggior numero di streaming ottenuti in una settimana. Il disco è stato il primo in assoluto di un'artista femminile a restare in cima alla classifica per le sue prime 12 settimane di disponibilità. Ha infine trascorso 17 settimane totali in vetta, divenendo il terzo album di una cantante donna con il maggior numero di settimane in prima posizione, dietro solo 21 e The Bodyguard: Original Soundtrack Album di Whitney Houston.
Secondo i dati rilevati dalla Luminate Data, The Tortured Poets Department è risultato l'album più consumato dell'anno negli Stati Uniti, con 3,4 milioni di copie vendute e un totale di 6,9 milioni di unità distribuite.

### Nel resto del mondo
In Germania, Swift ha infranto il record per il maggior numero di streaming ottenuti in una giornata da un album e da un artista nella storia musicale tedesca, rispettivamente accumulando 11,5 e 14,5 milioni di riproduzioni streaming.
Nel Regno Unito, The Tortured Poets Department ha venduto 220 000 unità nei primi tre giorni di disponibilità, e 270 000 copie nella prima settimana, diventando l'album con il maggior numero di vendite accumulate nel minor tempo del 2024, superando Midnights della stessa Swift e diventando l'album nella carriera della cantante a vendere il maggior numero di unità nel tempo più breve.
In Australia, The Tortured Poets Department è diventato il 13º album numero uno della Swift, un record tra le artiste femminili. Inoltre, le canzoni dell'album hanno stabilito il record per il maggior numero di ingressi simultanei per brani dello stesso artista nella storia della ARIA Charts, con dieci brani nella top 10, 29 nella top 50 e 34 nella top 100.

## Classifiche

### Classifiche settimanali
| Classifica (2024) | Posizione massima |
| ----------------- | ----------------- |
| Argentina         | 1                 |
| Australia         | 1                 |
| Austria           | 1                 |
| Belgio (Fiandre)  | 1                 |
| Belgio (Vallonia) | 1                 |
| Canada            | 1                 |
| Croazia           | 1                 |
| Danimarca         | 1                 |
| Finlandia         | 2                 |
| Francia           | 1                 |
| Germania          | 1                 |
| Giappone          | 4                 |
| Grecia            | 1                 |
| Irlanda           | 1                 |
| Islanda           | 1                 |
| Italia            | 1                 |
| Lituania          | 3                 |
| Norvegia          | 1                 |
| Nuova Zelanda     | 1                 |
| Paesi Bassi       | 1                 |
| Polonia           | 1                 |
| Portogallo        | 1                 |
| Regno Unito       | 1                 |
| Repubblica Ceca   | 1                 |
| Scozia            | 2                 |
| Slovacchia        | 1                 |
| Spagna            | 1                 |
| Stati Uniti       | 1                 |
| Svezia            | 1                 |
| Svizzera          | 1                 |
| Ungheria          | 1                 |

### Classifiche di fine anno
| Classifica (2024) | Posizione |
| ----------------- | --------- |
| Australia         | 1         |
| Austria           | 1         |
| Belgio (Fiandre)  | 1         |
| Belgio (Vallonia) | 8         |
| Canada            | 1         |
| Croazia           | 3         |
| Danimarca         | 2         |
| Francia           | 9         |
| Germania          | 1         |
| Islanda           | 26        |
| Italia            | 16        |
| Paesi Bassi       | 1         |
| Polonia           | 15        |
| Portogallo        | 4         |
| Regno Unito       | 1         |
| Slovacchia        | 3         |
| Spagna            | 1         |
| Stati Uniti       | 1         |
| Svezia            | 9         |
| Svizzera          | 1         |
| Stati Uniti       | 23        |
| Ungheria          | 12        |

## Date di pubblicazione
| Stato       | Data             | Edizione             | Formato                                            | Etichetta discografica | Fonte           |
| ----------- | ---------------- | -------------------- | -------------------------------------------------- | ---------------------- | --------------- |
| Mondo       | 19 aprile 2024   | Standard             | Cassetta, CD, vinile, download digitale, streaming | Republic Records       | [ 120 ]         |
| Mondo       | 19 aprile 2024   | Deluxe da collezione | CD                                                 | Republic Records       | [ 120 ]         |
| Mondo       | 19 aprile 2024   | The Anthology        | Download digitale, streaming                       | Republic Records       | [ 121 ]         |
| Stati Uniti | 19 aprile 2024   | Edizione Target      | CD, vinile                                         | Republic Records       | [ 122 ]         |
| Giappone    | 20 aprile 2024   | Edizione giapponese  | CD                                                 | Republic Records       | [ 123 ]         |
| Mondo       | 29 novembre 2024 | The Anthology        | CD, vinile                                         | Republic Records       | [ 124 ] [ 125 ] |